# Bernhard von Quintavalle
Bernhard von Quintavalle oder Bernardo di Quintavalle (* um 1175 in Quintavalle; † zwischen 1242 und 1245 in Siena) war gemeinsam mit Pietro Catanii der erste Gefährte des Heiligen Franz von Assisi. Er hatte großen Anteil an der frühen Ausbreitung der Minderbrüder und war wie Pietro Catanii einer der engen Vertrauten des Heiligen.

## Herkunft
Das genaue Geburtsdatum des Bernhard von Quintavalle ist unbekannt. Er dürfte mehrere Jahre älter als Franziskus gewesen sein, der 1181 oder 1182 geboren wurde. Der Name Quintavalle kommt möglicherweise von dem Landgut, auf dem er heranwuchs.
Bernhard von Quintavalle war ein reicher und angesehener Bürger von Assisi, alleinstehend und von Beruf Jurist, und zwar Rechtsberater der Stadtregierung von Assisi. Bernhard wird von den frühen Franziskus-Biografen, die ihn persönlich kannten (beispielsweise von Thomas von Celano), als bescheidener, zurückhaltender und sehr kluger Mann geschildert.
Die Dreigefährtenlegende, die die historischen Fakten wahrscheinlich mit einer gewissen künstlerischen Freiheit darstellt, berichtet, dass die starke Veränderung des Franziskus  Bernhard irritiert habe, weil er ihn aus seiner früheren Zeit kannte, als dieser noch ein unbekümmerter und verschwenderisch auftretender junger Mann war. Bernhard habe sich Gedanken über dessen Beweggründe gemacht und sei von seinem harten Leben und seiner Liebe zur Armut beeindruckt gewesen. Bernhard habe Franziskus mehrmals zu nächtlichen Gesprächen in sein Haus eingeladen und ihn zu seiner Lebensweise und seinen spirituellen Grundlagen befragt. Nach einiger Zeit entschloss er sich dann, sein Vermögen an die Armen zu verteilen und sich Franziskus anzuschließen.

## Die Anfänge der Brüder
Mit Pietro Catanii, der auch Jurist war, hatte Bernhard wahrscheinlich schon länger geschäftlich zu tun, möglicherweise waren sie befreundet. Nach einigen Quellen kamen sie gemeinsam am 16. April 1208 zu Franz von Assisi und baten ihn, sich seiner Lebensweise anschließen zu dürfen. Es ist möglich, dass die symbolische Dreizahl ein Grund dafür war, diese Ereignisse in dieser Weise darzustellen. Nach anderen Quellen nämlich hat Bernhard sich Franziskus nach einem nächtlichen Gespräch zuerst angeschlossen, Pietro kam erst einen Tag später zu Franziskus und Bernhard.
Die Dreigefährtenlegende berichtet, dass Franziskus sich zunächst unsicher war, wie er mit den beiden ernsthaften Männern umgehen sollte. So beschlossen die drei, das Evangelium und damit Gott selbst zu befragen. Als ihre Ordensregel betrachteten sie fortan drei Sätze aus den Evangelien, die sie am frühen Morgen des 16. April in der Kirche San Nicolo auf der Piazza von Assisi durch das dreimalige Aufschlagen des Missale (ein sogenanntes Buchorakel) bestimmt hatten. (Siehe dazu Franz von Assisi).
Nach einer Woche schloss sich ihnen als vierter Bruder der Bauer Ägidius aus Assisi an. Die Brüder zogen paarweise durch Italien und predigten Buße und Umkehr, dabei ging Bernhard mit Pietro, Ägidius mit Franziskus. Als es wenig später schon acht Brüder waren, zogen diese wieder zu zweit zu Fuß auf Predigtreise durch Italien. Dabei wies Franziskus sie an, sich wie die Apostel zu verhalten, also friedlich zu sein, ohne Absicherung zu gehen, sich durch Almosen am Leben zu erhalten und das Reich Gottes zu verkünden.
Die Brüder stießen bei ihren Reisen sowohl auf Verwunderung, als auch auf Bewunderung, aber auch auf Spott und Verachtung. Exemplarisch berichtet die Dreigefährtenlegende in einem längeren Text vom Aufenthalt Bernhards von Quintavalle und eines ungenannten Bruders in Florenz. Er fand wahrscheinlich im Vorfrühling 1209, vielleicht aber auch erst nach der Spanienreise 1214, statt. Bernhard und sein Begleiter waren auf dem Weg zurück nach Assisi und hatten von dieser Reise einige neue Gefährten mitgebracht. In Florenz stießen sie auf harsche Ablehnung, aber auch heldenhafte Verehrung, was die Legende anschaulich in mehreren Episoden schildert. Im Kern geht sie wahrscheinlich auf Erzählungen Bernhards im Kreis der Brüder zurück.

## Anwachsen des Ordens

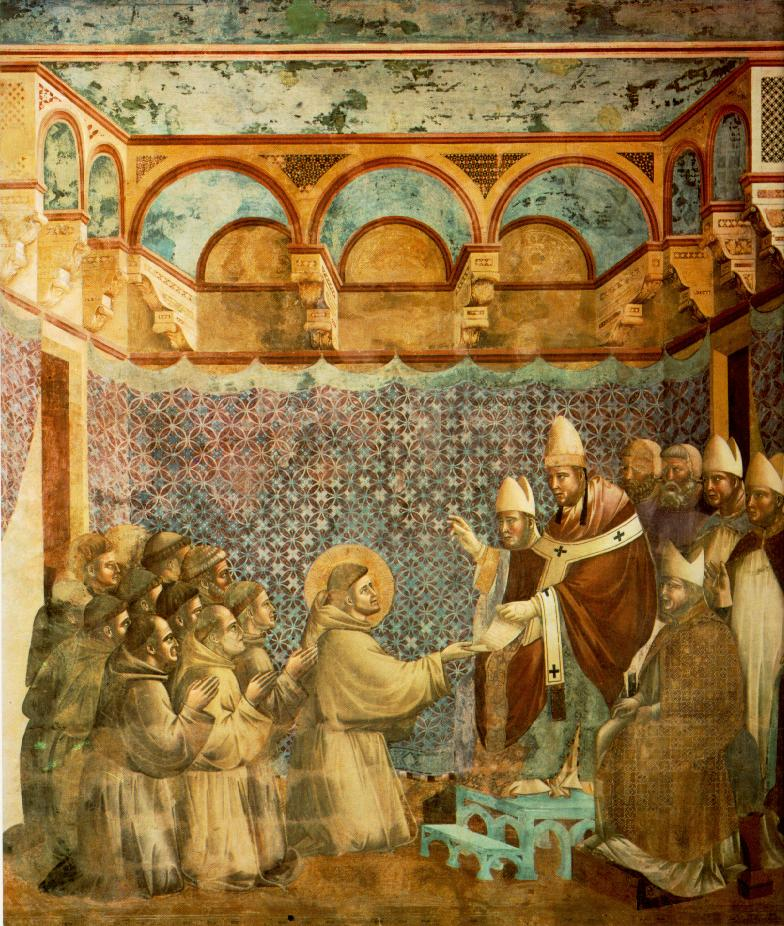
Bernhard war bei den ersten zwölf Brüdern, die vom Papst die Bestätigung der Regel erbaten. (Darstellung von Giotto di Bondone, um 1295)

Innerhalb kurzer Zeit wuchs die Gemeinschaft so auf zwölf Brüder an, und ein weiterer Zulauf war abzusehen, so dass sie vor Pfingsten 1209 nach Rom zogen, um vom Papst Innozenz III. die Bestätigung ihrer Lebensweise zu erbitten. Dies war wichtig, weil die Kirche in dieser Zeit heftig gegen verschiedene Ketzerbewegungen wie die Katharer und Waldenser kämpfte. Brüder, die Armut und Buße predigten, setzten sich damit der Verfolgung aus, wenn sie sich nicht eng an die Kirchenführung banden und ihre Treue zur Lehre der Kirche bezeugten.
In der Darstellung der Rückreise von Rom, die stark legendenhafte Züge trägt, wird Bernhard als Organisator der Reise dargestellt. Die Brüder sind in einer einsamen Gegend gestrandet, erschöpft und ohne Vorräte. Da taucht plötzlich ein Mann auf und schenkt ihnen Brot. So können sie gestärkt noch eine Weile weitergehen, bis sie wieder in bewohntes Gebiet kommen und sich durch Almosen versorgen können. Die Brüder begreifen diese Begebenheit als ihre erste Bewährungsprobe im Erleben existentieller Armut und Leben aus dem Vertrauen auf Gott. Sie nennen diese Reise die „Verlobung“ oder „Hochzeit“ mit der Herrin Armut.
Bernhard von Quintavalle begleitete Franz von Assisi auf seiner ersten Missionsreise 1214 nach Spanien und Marokko, die dieser aber wegen einer Krankheit abbrechen musste. Celano berichtet von dem gescheiterten Unternehmen jedoch nur sehr lückenhaft.

## Weiteres Leben
Der Legende nach erteilte Franziskus ihm unmittelbar vor seinem Tod einen besonderen Segen. Der Segen ist in Schriften des 14. Jahrhunderts als ein Diktat des Franziskus überliefert. In der Quelle lautet er:
Schreibe, wie ich dir sage: Der erste Bruder, den mir der Herr gegeben hat, war Bruder Bernhard. Und er ist es, der die Vollkommenheit des Evangeliums als erster begonnen und ganz vollkommen erfüllt hat, indem er alle seine Güter den Armen austeilte.
Deshalb und wegen vieler anderer Vorzüge bin ich gehalten, ihn mehr zu lieben als irgendeinen anderen Bruder des ganzen Ordens.
Darum will und befehle ich, wie ich nur kann, daß, wer auch immer Generalminister ist, ihn lieben und ehren soll wie mich selber.
Und auch die anderen Provinzialminister und Brüder des ganzen Ordens sollen ihn an meiner Stelle achten.
Damit bestimmte Franziskus ihn zum geistlichen Anführer des Ordens. Gegenüber dem übermächtigen und energischen Generalminister Elias von Cortona dürfte sein Einfluss auf die Brüder jedoch nur gering gewesen sein. Als enger Vertrauter des Franziskus und ein Mann der ersten Stunde gehörte Bernhard sehr wahrscheinlich zu der eher radikalen Partei in der nach Franziskus’ Tod im Armutsstreit zerstrittenen Brüdergemeinschaft. Für ihn zählte nicht die Auslegung der Regel, sondern Franziskus selbst galt ihm als lebendiges Vorbild, dem er nacheiferte.
Bernhard von Quintavalle starb in der Zeit zwischen 1242 und 1245 im Konvent der Brüder in Siena.

## Darstellungen
Bernhard ist als betender Franziskaner dargestellt im Fresko von Benozzo Gozzoli in der Kirche San Francesco in Montefalco. Auch findet man ihn im Museum von Laon in einer Darstellung der Trauernden beim Tod des Heiligen Franziskus.